# Clásico Capitalino

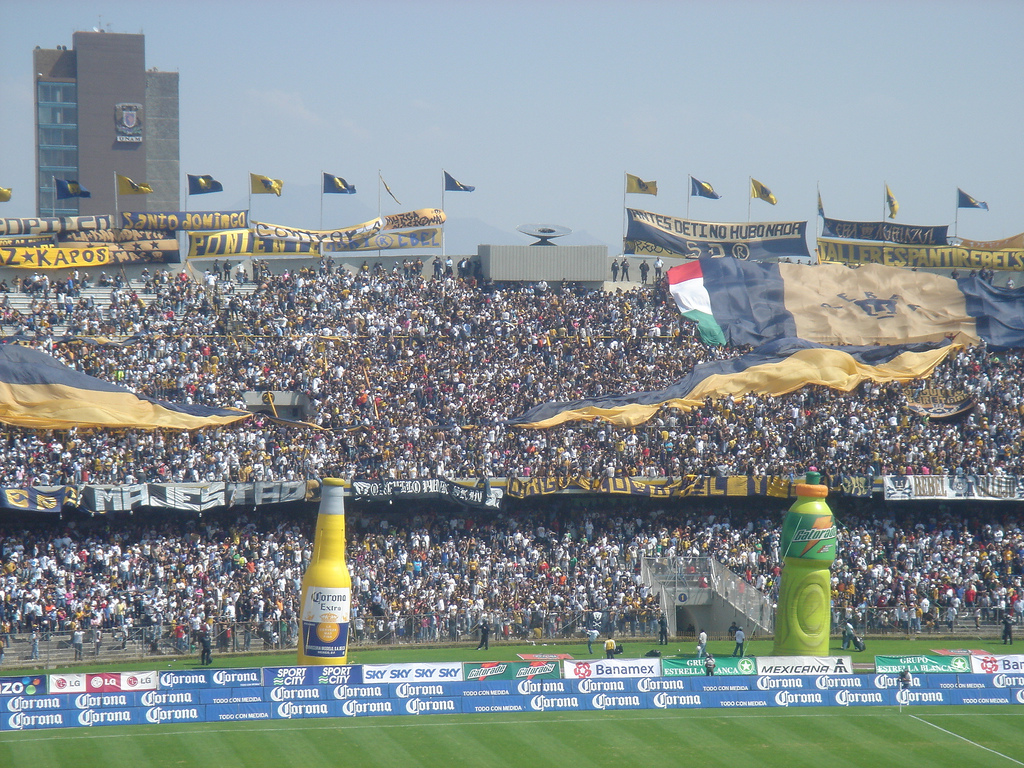
Torcida do Club Universidad Nacional durante um Clássico Capitalino em 2005.

O Clásico Capitalino é um tradicional derby de futebol entre duas equipes da Cidade do México: Club de Fútbol América e Club Universidad Nacional.

## Contexto
No México, o jogo é frequentemente entendido como a representação de uma luta entre dois poderes e instituições antagônicos: O Club América sempre foi visto como o clube do establishment e dos ricos. O fato de o clube ser propriedade da empresa de comunicação social Televisa intensificou ainda mais esta imagem. A UNAM, que representa a Universidade Nacional Autônoma do México, identifica-se como o clube dos intelectuais e da classe média.
O Club Universidad Nacional era originalmente um clube amador de estudantes universitários das várias escolas da Universidade, tendo depois evoluído para uma equipe profissional que competia na liga mexicana de futebol. A alcunha Pumas foi inspirada por Roberto "Tapatio" Mendez, que treinou a equipe de 1946 a 1964 e cujos discursos motivacionais comparavam frequentemente os seus jogadores aos pumas. A alcunha ficou na memória do público e todas as equipas de atletismo que representam a Universidade passaram a chamar-se Pumas; o Club América, autoproclamado Las Águilas, queria ter a representação de um animal que mostrasse orgulho e domínio do seu ambiente. No entanto, eles também são chamados de Los millonetas, uma referência depreciativa ou versão da palavra milionário, iniciada quando o empresário Emilio Azcarraga Milmo, dono do Telesistema Mexicano, comprou o América de Isaac Bessudo em 1959. Após a aquisição, Azcárraga disse aos seus jogadores: "Não sei muito de futebol, mas sei muito de negócios, e isto, meus senhores, vai ser um negócio". Azcárraga contratou o bem-sucedido presidente do Club Zacatepec, Guillermo Cañedo de la Bárcena, e começou a contratar outras figuras notáveis nacionais e estrangeiras, concentrando-se no dinheiro, para formar uma equipe poderosa. A Universidad Nacional, em vez disso, utilizou "La cantera universitaria", um sistema de desenvolvimento de jovens com academias de futebol e equipes secundárias para ter sucesso ao longo da sua história.
A rivalidade é particularmente feroz do lado da UNAM: de acordo com inquéritos, a maioria de seus torcedores consideram o América como o seu principal rival, no entanto, a maioria dos torcedores do América considera-o um jogo importante, mas consideram o jogo contra o Chivas Guadalajara mais importante.

## História
Durante a temporada 1961-62 na Segunda División de México, o UNAM conseguiu ser promovido para a primeira divisão, a Primera División de México. O primeiro jogo da equipe "benjamín" (novato) dessa temporada foi o encontro com o América no dia 1 de julho de 1962, em que o América venceu por 2-0 com golos de Francisco Moacyr e Antonio Jasso.
Para a temporada 1966-67, o América, o Atlante e o Necaxa mudaram-se para um novo estádio, o Estádio Azteca, e no primeiro encontro entre o América e a UNAM, em 19 de agosto de 1966, o América venceu por 5-1. Esta derrota feriu profundamente o orgulho dos torcedores "Universitarios" e, a 1 de dezembro de 1966, o UNAM derrotou o América por 4-1 no Estádio Olímpico Universitário.
Anos mais tarde, na temporada 1969-70, o América conseguiu contratar o atacante da Seleção Mexicana Enrique Borja, notícia que causou muita polêmica e chocou o mundo do futebol devido à forte rivalidade entre as equipes. Esta transação causou tanta indignação que, quando o jogador soube da transferência, optou por não jogar por não concordar. No entanto, os diretores do clube conseguiram convencê-lo e ele jogaria e mais tarde se tornaria um ídolo do América.
A rivalidade aumentou com o passar dos anos e atingiu o seu ponto mais alto durante os anos 80, quando estes clubes disputaram três finais durante essa década. A primeira final foi durante a temporada 1984-85 que após 2 jogos empatados, tiveram de jogar um terceiro jogo em 28 de maio de 1985 que causou grande controvérsia da atuação do árbitro Joaquín Urrea, o resultado final foi de 3-1 a favor das Águilas com dois gols de Daniel Brailovsky e um de Carlos Hermosillo, com esta vitória o América conseguiu obter o seu 5º título. Voltaram a enfrentar-se na final da temporada 1987-88, onde mais uma vez o América saiu vitorioso com um resultado favorável de 4-1 na volta, no dia 3 de julho de 1988, e um resultado agregado de 4-2. A última final disputada entre os clubes foi na temporada 1990-91, na qual o UNAM conseguiu finalmente quebrar a sua série de derrotas contra o América. O primeiro jogo foi vencido pelo América em casa por 3-2 em 19 de julho de 1991 e o segundo jogo em 22 de julho de 1991 foi decidida por um pontapé livre cobrado pelo brasileiro Ricardo Ferretti, o que garantiu o terceiro título da história do clube "auriazul".

## Estatísticas
- Atualizado em 23 de setembro de 2023

### Série histórica
| Competição               | Partidas | Vitórias do América | Empates | Vitórias do UNAM | Gols do América | Gols do UNAM |
| ------------------------ | -------- | ------------------- | ------- | ---------------- | --------------- | ------------ |
| Fase regular             | 122      | 44                  | 48      | 30               | 166             | 147          |
| Liguilla                 | 25       | 13                  | 7       | 5                | 37              | 21           |
| Total em jogos de Liga   | 147      | 57                  | 55      | 35               | 203             | 168          |
| Copa México              | 9        | 1                   | 5       | 3                | 8               | 10           |
| Campeón de Campeones     | 2        | 1                   | 1       | 0                | 2               | 1            |
| Pre Pre Libertadores     | 2        | 0                   | 2       | 0                | 0               | 0            |
| Torneo de Nuevos Valores | 2        | 0                   | 2       | 0                | 1               | 1            |
| Total em jogos oficiais  | 162      | 59                  | 65      | 38               | 214             | 180          |
| Amistosos                | 10       | 1                   | 4       | 5                | 11              | 19           |
| Total                    | 172      | 60                  | 69      | 43               | 225             | 199          |

### Maiores artilheiros
| # | Jogador             | Time         | Gols |
| - | ------------------- | ------------ | ---- |
| 1 | Luís Roberto Alves  | América      | 14   |
| 2 | Jesús Olalde        | UNAM         | 8    |
| 3 | Manuel Negrete      | UNAM         | 6    |
| 4 | Alberto García Aspe | UNAM/América | 5    |
| 4 | Evanivaldo Castro   | UNAM         | 5    |
| 4 | Ricardo Ferretti    | UNAM         | 5    |
| 4 | Carlos Hermosillo   | UNAM         | 5    |
| 4 | Luis García         | UNAM/América | 5    |
| 4 | Darío Verón         | UNAM         | 5    |

## Títulos
| Continental                   | América | UNAM |
| ----------------------------- | ------- | ---- |
| Copa dos Campeões da CONCACAF | 7       | 3    |
| Copa Gigantes da CONCACAF     | 2       | —    |
| Copa Interamericana           | 2       | 1    |
| Nacional                      | América | UNAM |
| Liga MX                       | 13      | 7    |
| Copa MX                       | 6       | 1    |
| Campeón de Campeones          | 6       | 2    |
| Total                         | 36      | 14   |